# Монтегю-ан-Кузран
Монтегю́-ан-Кузра́н (фр. Montégut-en-Couserans) — коммуна во Франции, находится в регионе Окситания. Департамент коммуны — Арьеж. Входит в состав кантона Сен-Жирон. Округ коммуны — Сен-Жирон.
Код INSEE коммуны — 09201.

## Население
Население коммуны на 2008 год составляло 69 человек.
| 1962 | 1968 | 1975 | 1982 | 1990 | 1999 | 2008 |
| ---- | ---- | ---- | ---- | ---- | ---- | ---- |
| 77   | 84   | 63   | 51   | 55   | 67   | 69   |

## Экономика
В 2007 году среди 46 человек в трудоспособном возрасте (15—64 лет) 34 были экономически активными, 12 — неактивными (показатель активности — 73,9 %, в 1999 году было 79,5 %). Из 34 активных работали 34 человека (20 мужчин и 14 женщин), безработных не было. Среди 12 неактивных 6 человек были учениками или студентами, 6 — пенсионерами.

## Достопримечательности
- Феодальный замок, построенный в 1110 году

## Фотогалерея

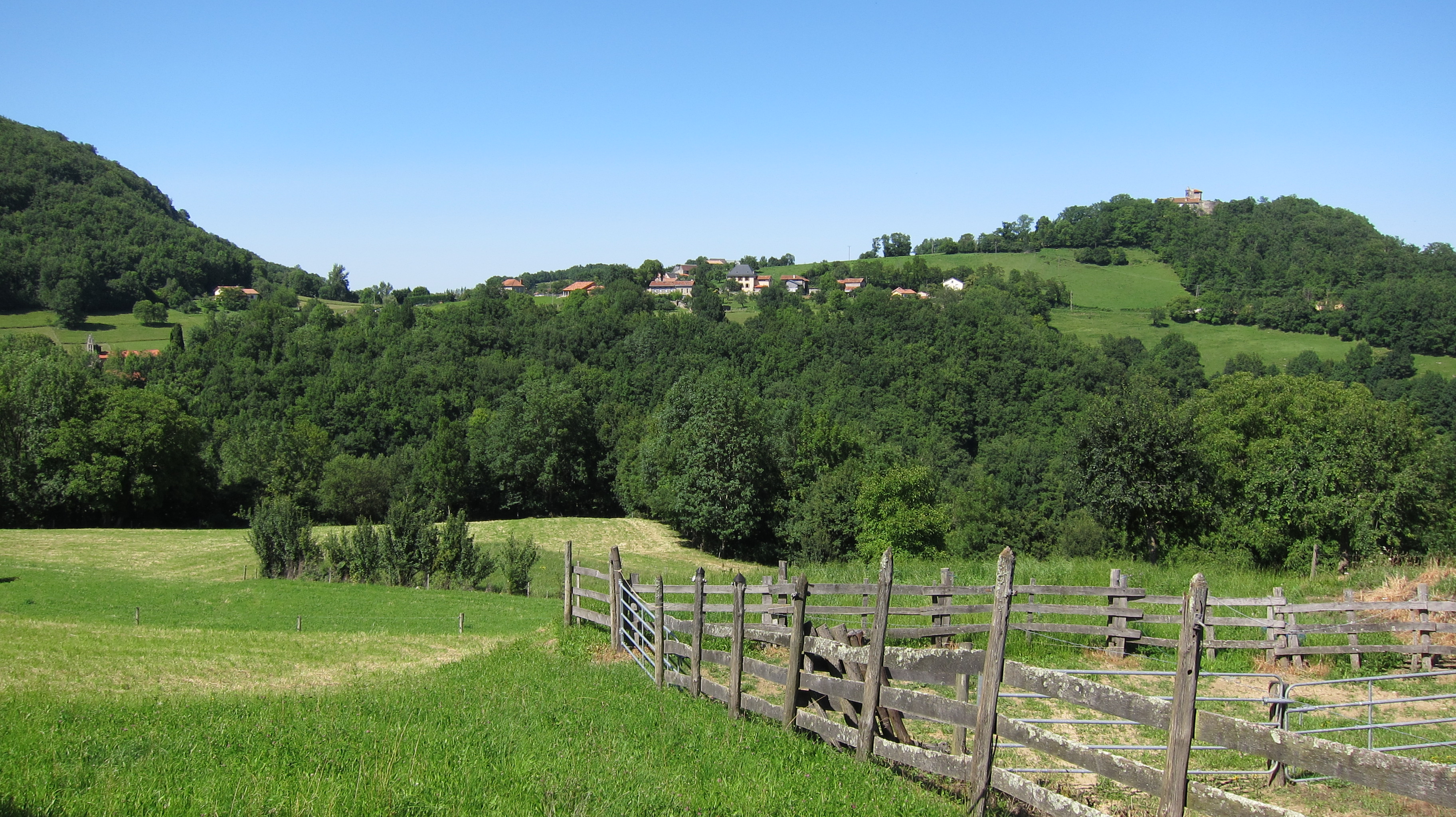
Монтегю-ан-Кузран
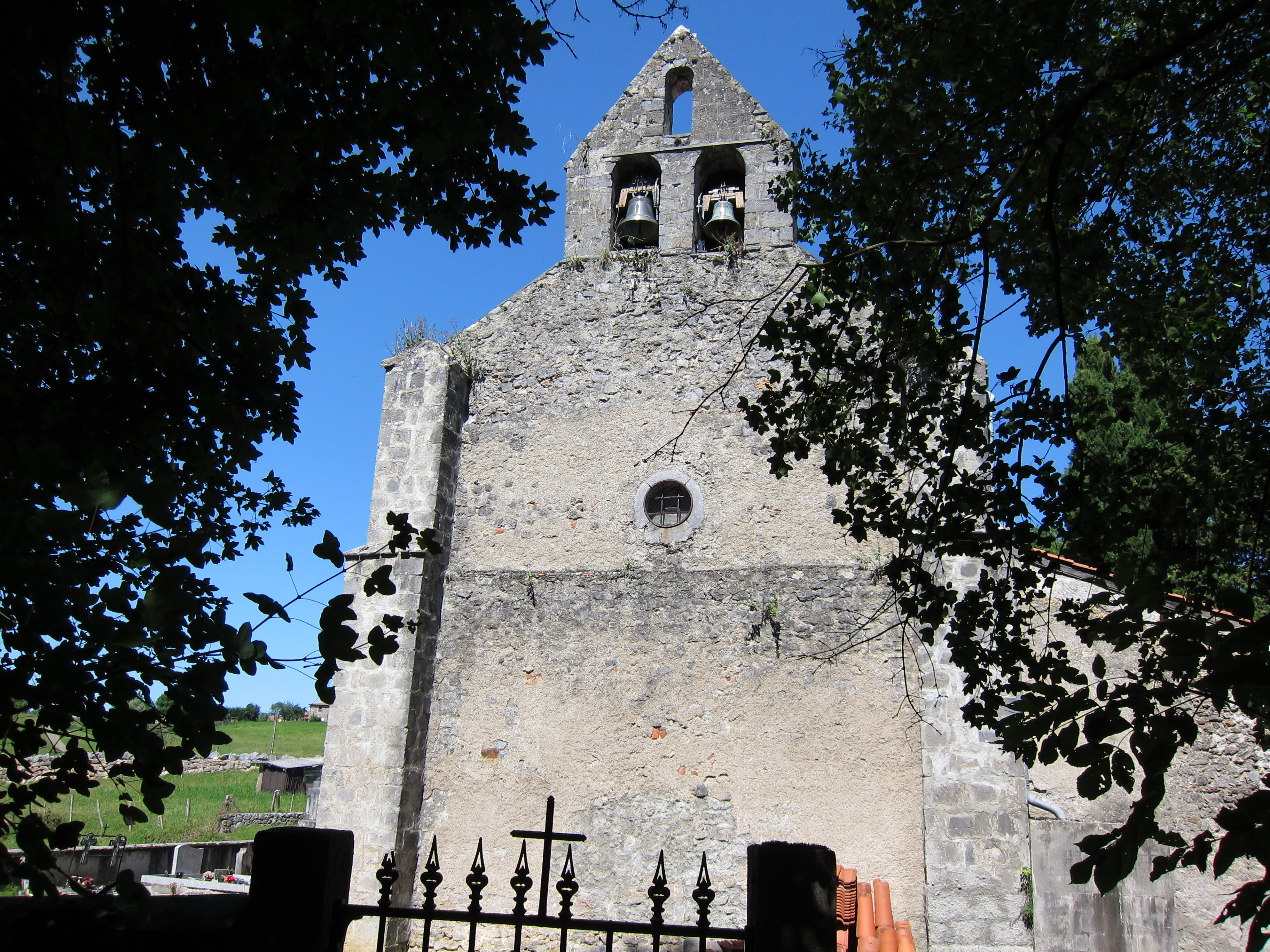
Церковь